# Pływanie na Mistrzostwach Świata w Pływaniu 2017 – 4 × 100 m stylem zmiennym kobiet
Sztafeta 4 × 100 m stylem zmiennym kobiet – jedna z konkurencji, która odbyła się podczas Mistrzostw Świata w Pływaniu 2017. Eliminacje i finał miały miejsce 30 lipca.
Sztafeta amerykańska w składzie: Kathleen Baker, Lilly King, Kelsi Worrell i Simone Manuel zdobyła złoty medal i ustanowiła nowy rekord świata (3:51,55). Srebro wywalczyły Rosjanki, które pobiły rekord Europy, uzyskawszy czas 3:53,38. Trzecie miejsce zajęły Australijki (3:54,29).

## Rekordy
Przed zawodami rekordy świata i mistrzostw wyglądały następująco:
| Rekord                   | Reprezentacja     | Czas    | Miejsce  | Data             |
| ------------------------ | ----------------- | ------- | -------- | ---------------- |
| Rekord świata            | Stany Zjednoczone | 3:52,05 | Londyn   | 4 sierpnia 2012  |
| Rekord mistrzostw świata | Chiny             | 3:52,19 | Rzym     | 1 sierpnia 2009  |
| Rekord świata juniorek   | Rosja             | 4:01,05 | Singapur | 30 sierpnia 2015 |

W trakcie zawodów ustanowiono następujące rekordy:
| Data     | Etap konkurencji | Reprezentacja | Czas    | Rekord |
| -------- | ---------------- | --- | ------- | ------ |
| 30 lipca | finał            | Stany Zjednoczone · Kathleen Baker (58,54) · Lilly King (1:04,48) · Kelsi Worrell (56,30) · Simone Manuel (52,23) | 3:51,55 | , CR   |

## Wyniki

### Eliminacje
Eliminacje rozpoczęły się 30 lipca o 10:14.
| Miejsce | Wyścig | Tor | Państwo           | Zawodniczka | Czas    | Uwagi |
| ------- | ------ | --- | ----------------- | --- | ------- | ----- |
| 1.      | 2      | 4   | Stany Zjednoczone | Olivia Smoliga (59,52) Katie Meili (1:05,17) Sarah Gibson (58,36) Mallory Comerford (52,90)                      | 3:55,95 | Q     |
| 2.      | 2      | 5   | Chiny             | Fu Yuanhui (1:00,04) Shi Jinglin (1:06,55) Zhang Yufei (57,50) Zhu Menghui (53,03)                               | 3:57,12 | Q     |
| 3.      | 1      | 5   | Kanada            | Kylie Masse (58,86) Kierra Smith (1:07,20) Rebecca Smith (57,75) Sandrine Mainville (53,36)                      | 3:57,17 | Q     |
| 4.      | 2      | 3   | Rosja             | Anastasija Fiesikowa (59,61) Natalja Iwaniejewa (1:06,89) Swietłana Czimrowa (57,62) Wieronika Popowa (53,41)    | 3:57,53 | Q     |
| 5.      | 1      | 4   | Australia         | Holly Barratt (59,68) Jessica Hansen (1:07,10) Brianna Throssell (58,52) Shayna Jack (53,44)                     | 3:58,74 | Q     |
| 6.      | 2      | 6   | Włochy            | Margherita Panziera (1:01,04) Arianna Castiglioni (1:06,99) Ilaria Bianchi (57,56) Federica Pellegrini (54,44)   | 4:00,03 | Q     |
| 7.      | 2      | 8   | Szwecja           | Ida Lindborg (1:01,24) Sophie Hansson (1:08,62) Louise Hansson (58,29) Michelle Coleman (53,29)                  | 4:01,44 | Q     |
| 8.      | 1      | 3   | Wielka Brytania   | Georgia Davies (1:00,23) Sarah Vasey (1:07,96) Alys Thomas (59,84) Freya Anderson (53,75)                        | 4:01,78 | Q     |
| 9.      | 2      | 2   | Czechy            | Simona Baumrtová (1:00,13) Martina Moravčíková (1:07,76) Lucie Svěcená (59,18) Anna Kolářová (55,16)             | 4:02,23 |       |
| 10.     | 1      | 2   | Węgry             | Katalin Burián (1:00,62) Anna Sztankovics (1:08,75) Liliána Szilágyi (58,32) Flóra Molnár (55,39)                | 4:03,08 |       |
| 11.     | 1      | 8   | Finlandia         | Mimosa Jallow (1:01,43) Jenna Laukkanen (1:07,06) Kaisla Kollanus (1:02,43) Lotta Nevalainen (55,46)             | 4:06,38 |       |
| 12.     | 2      | 1   | Nowa Zelandia     | Bobbi Gichard (1:01,63) Natasha Lloyd (1:09,35) Helena Gasson (1:00,31) Gabrielle Fa’amausili (55,80)            | 4:07,09 |       |
| 13.     | 1      | 6   | Hongkong          | Claudia Lau (1:02,56) Siobhan Haughey (1:07,62) Chan Kin Lok (1:00,22) Sze Hang Yu (57,00)                       | 4:07,40 |       |
| 14.     | 1      | 7   | Izrael            | Andrea Murez (1:02,45) Amit Iwri (1:11,27) Keren Siebner (59,65) Zohar Szikler (56,98)                           | 4:10,35 |       |
| 15.     | 1      | 1   | Słowacja          | Karolina Hájková (1:03,57) Andrea Podmaníková (1:10,86) Barbora Mišendová (1:01,62) Katarína Listopadová (55,98) | 4:12,03 |       |
| 16.     | 2      | 0   | Meksyk            | Fernanda González (1:02,25) Esther González (1:10,86) María José Mata (1:02,41) Liliana Ibáñez (56,52)           | 4:12,04 |       |
| 17.     | 2      | 7   | Południowa Afryka | Samantha Randle (1:05,85) Kaylene Corbett (1:10,65) Erin Gallagher (1:01,58) Emma Chellius (57,39)               | 4:15,47 |       |

### Finał
Finał odbył się 30 lipca o 19:07.
| Miejsce | Tor | Państwo           | Zawodniczka | Czas    | Uwagi |
| ------- | --- | ----------------- | --- | ------- | ----- |
| 1. !    | 4   | Stany Zjednoczone | Kathleen Baker (58,54) Lilly King (1:04,48) Kelsi Worrell (56,30) Simone Manuel (52,23)                        | 3:51,55 | WR    |
| 2. !    | 6   | Rosja             | Anastasija Fiesikowa (58,96) Julija Jefimowa (1:04,03) Swietłana Czimrowa (56,99) Wieronika Popowa (53,40)     | 3:53,38 | ER    |
| 3. !    | 2   | Australia         | Emily Seebohm (58,53) Taylor McKeown (1:06,29) Emma McKeon (56,78) Bronte Campbell (52,69)                     | 3:54,29 |       |
| 4.      | 3   | Kanada            | Kylie Masse (58,31) Kierra Smith (1:06,57) Penny Oleksiak (56,90) Chantal van Landeghem (53,08)                | 3:54,86 | NR    |
| 5.      | 1   | Szwecja           | Ida Lindborg (1:01,56) Jennie Johansson (1:05,76) Sarah Sjöström (55,03) Michelle Coleman (52,93)              | 3:55,28 |       |
| 6.      | 5   | Chiny             | Fu Yuanhui (1:00,52) Shi Jinglin (1:06,16) Zhang Yufei (57,39) Zhu Menghui (53,62)                             | 3:57,69 |       |
| 7.      | 8   | Wielka Brytania   | Kathleen Dawson (1:00,24) Sarah Vasey (1:07,06) Charlotte Atkinson (58,29) Freya Anderson (53,92)              | 3:59,51 |       |
| 8.      | 7   | Włochy            | Margherita Panziera (1:01,12) Arianna Castiglioni (1:06,55) Ilaria Bianchi (57,64) Federica Pellegrini (54,67) | 3:59,98 |       |